# 圆基火麻树
圆基火麻树（学名：Dendrocnide basirotunda）为荨麻科火麻树属的植物。分布在泰国、缅甸以及中国大陆的云南等地，生长于海拔1,000米至1,200米的地区，常生长在混交林中，目前尚未由人工引种栽培。

## 别名
圆基叶树火麻（植物分类学报）

## 异名
- Laportea basirotunda C. Y. Wu